# Titularbistum Gordus
Gordus (ital.: Gordo) ist ein Titularbistum der römisch-katholischen Kirche.
Der antike Bischofssitz lag in Kleinasien, der früheren römischen Provinz Lydien. Die Stadt trägt heute den Namen Gördes und liegt etwa 150 km nordöstlich von Izmir in der heutigen Türkei. Sie hat rund 10.000 Einwohner.
Das antike Gordo wird mit dem Heiligen Carpus in Verbindung gebracht, der als Bischof von „Iulia Gordos“ gilt und um das Jahr 165 gemeinsam mit 44 Gefolgsleuten in der Gegend von Sardes den Märtyrertod erlitt, weil er den römischen Kaiserkult verweigerte. Die Stadt Sardes war damalige Hauptstadt der antiken Provinz Lydien, die in der Offenbarung des Johannes erwähnt wird (Offb 3,1-2).
| Titularbischöfe von Gordus |                       |                                                                      |                  |                   |
| Nr.                        | Name                  | Amt                                                                  | von              | bis               |
| 1                          | Ferdinand Terrien SMA | Apostolischer Vikar von Beninküste (Kolonie und Protektorat Nigeria) | 1. März 1912     | 3. August 1929    |
| 2                          | Jean Saint-Pierre     | Weihbischof in Karthago (Französisch-Nordafrika)                     | 28. Mai 1930     | 18. Dezember 1951 |
| 3                          | Heinrich Baaken       | Weihbischof in Münster (Deutschland)                                 | 26. Januar 1952  | 11. Mai 1976      |
| 4                          | Alfons Demming        | Weihbischof in Münster (Deutschland)                                 | 6. November 1976 | 31. Oktober 2012  |
| 5                          | Ansgar Puff           | Weihbischof in Köln (Deutschland)                                    | 14. Juni 2013    |                   |